# Borsa d'Amsterdam

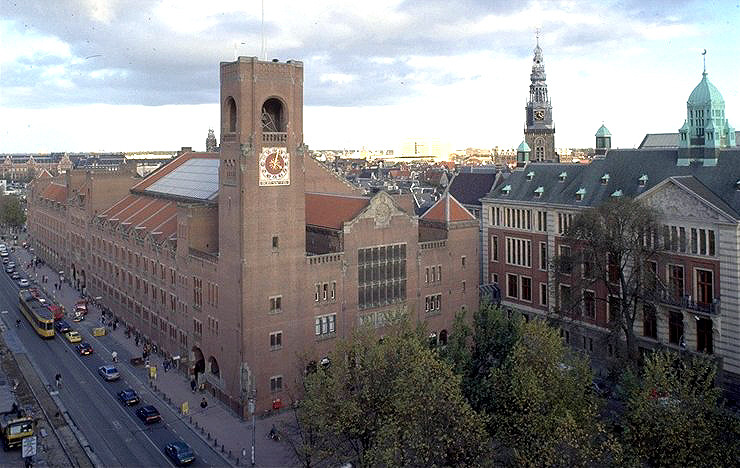
Façana de la Borsa de Berlage

La Borsa d'Amsterdam o Borsa de Berlage (Beurs van Berlage) és un dels grans monuments de l'arquitectura neerlandesa del segle xx. És un edifici en maons construït de 1898 a 1903.
És el primer gran encàrrec d'un arquitecte desconegut fins a aquell moment, Hendrik Petrus Berlage: aquest projecte que el va fer cèlebre al món sencer.
Amb una longitud de 141 metres, l'edifici s'erigeix sobre una riba del riu Amstel que anteriorment va acollir els vaixells de comerç i que s'acabava d'assecar, aquest edifici era destinat a albergar tot les operacions de borsa.
El Museu de la Borsa de Berlage va obrir les portes el 2003 i permet que una part d'aquest edifici sigui permanentment obert al públic.
És també la seu de l'orquestra filarmònica neerlandesa.

## Història
Establerta fa quatre segles, la borsa d'Amsterdam és considerada com la borsa més antiga del món. La negociació de les accions va començar gràcies a la societat Verenigde Oostindische Compagnie, una gran companyia de navegació a la recerca permanent de fons per finançar el negoci de mercaderies amb l'Extrême-Orient. Les accions eren activament intercanviades a el Damrak, un carrer d'Amsterdam prop dels locals actuals d'Euronext al 5, Beursplein. Al començament, només es negociaven les accions a lliurament immediat, però ràpidament es va la negociació d'opcions i contractes a termini.
El 1607, el consell municipal va confiar a l'arquitecte Hendrick de Keyser la construcció d'una borsa de matèries primeres, que s'obrí el 1611. Des d'aquell moment i per primera vegada, les transaccions es produïen en un lloc específic per a aquesta funció.
Al segle xvii, la importància de la borsa va créixer de forma important amb la negociació d'un nombre creixent d'accions de la Companyia Neerlandesa de les Indies Orientales (fundada el 1602), en una proporció deu vegades superior a la Companyia Britànica de les Indies Orientales i l'aparició de la negociació d'obligacions. El primer edifici construït va caure i es va abandonar el 1835, després del qual la borsa es va traslladar diverses vegades per establir-se el 1913 a l'emplaçament actual.